# Marie-Emmanuel-Augustin Savard
Pour les articles homonymes, voir Savard.
Marie-Emmanuel-Augustin Savard (né le 15 mai 1861 à Paris et mort le 6 décembre 1942 à Lyon) est un compositeur, chef d'orchestre et pédagogue français.

## Biographie
Fils d'Augustin Savard, il étudie au Conservatoire de Paris avec Jules Massenet, Antoine Taudou et Émile Durand. En 1886, il remporte avec la cantate La Vision de Saul le Premier Grand Prix de Rome. Après son retour de Rome, il est en 1892-1893 chef d'orchestre à l'Opéra de Paris. De 1902 jusqu'à sa retraite en 1921, il dirige le Conservatoire de Lyon,.

## Œuvres
Parmi ses compositions figurent notamment : 
- un opéra, La Forêt, sur un livret de Laurent Tailhade, créé le 13 février 1910 à l'Opéra de Paris[4],
- une ouverture au drame le Roi Lear,
- un Poème pour voix et orchestre,
- 2 symphonies,
- un quatuor à cordes,
- une sonate pour violon et piano,
- différentes œuvres de musique de chambre.